# دونالد مالون
دونالد مالون (بالإنجليزية: Donald Malone)‏ هو لاعب دوري الرغبي أسترالي، ولد في 29 يوليو 1985.